# 福煦元帅广场
福煦元帅广场（Place du Maréchal-Foch）是法国南特的一个著名广场，18世纪开辟，在圣伯多禄大道和圣安德肋大道之间。它在第一帝国时期名为阅兵广场（place d'armes），在复辟时期命名为路易十六广场（place Louis-XVI），1918年第一次世界大战结束时以费迪南·福煦元帅命名。
位于广场中心的路易十六柱，立于1790年，原为“自由柱”，高28米，复辟时期的1823年，安放了在法国颇为罕见的路易十六雕像。
广场周围可以看到Hôtel Montaudouin；Hôtel d'Aux（建于1770年，1808年拿破仑和约瑟芬在此住宿）；Hôtel de Bruc，建于1824年，1942年成为南特盖世太保总部。南特圣伯多禄圣保禄主教座堂附近的圣伯多禄门（Porte Saint-Pierre），为中世纪城市的残迹。

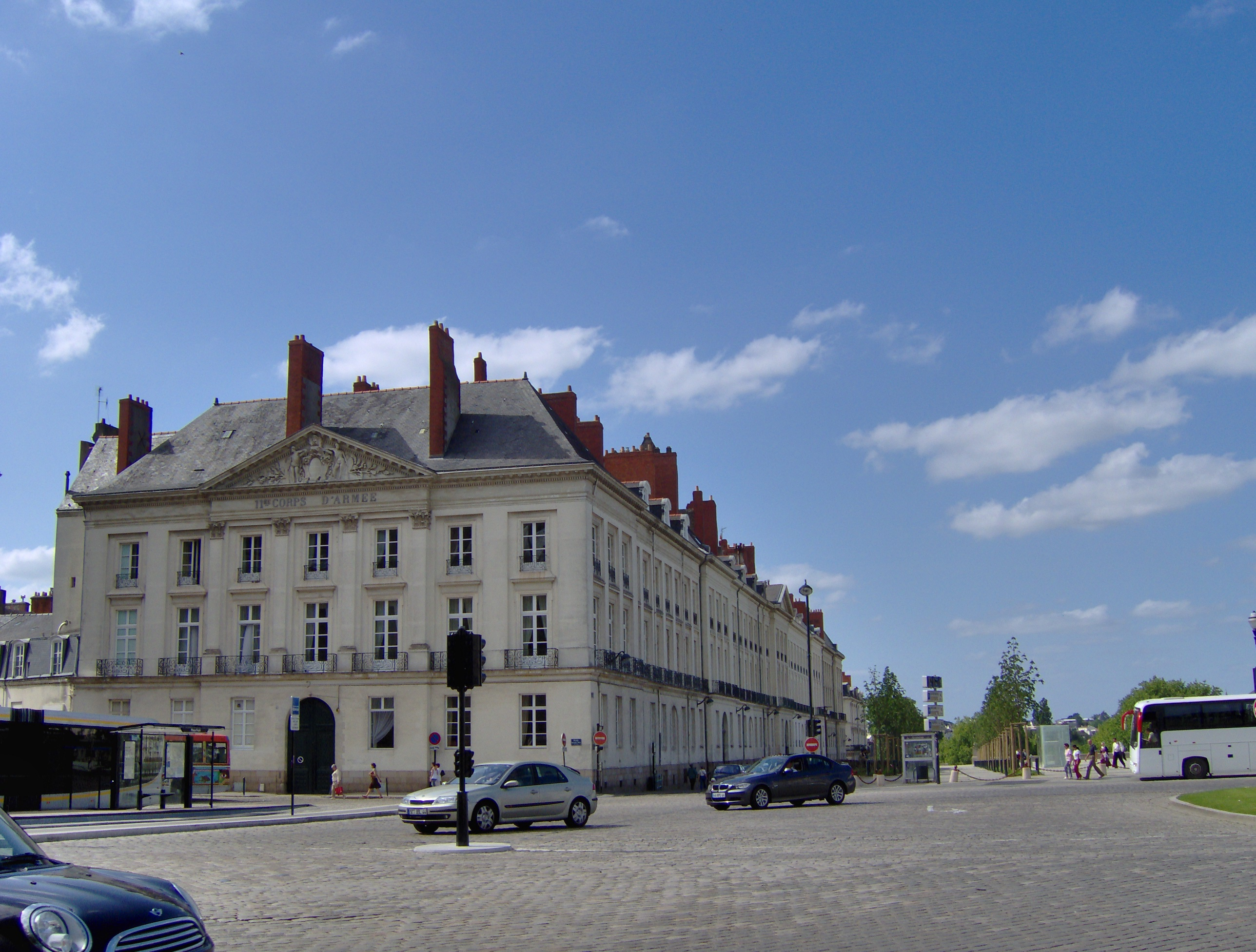
Hôtel d'Aux

福煦元帅广场1号和5号被列为法国历史古迹。